# 同工酶
同工酶（Isozyme／Isoenzyme）是指性质不同（Vmax和／或Km不同）但催化反应相同的酶，又稱為同功異構酶。它们可以以不同的量出现在一种生物的不同组织或器官中，也可以出现在任何真核生物细胞不同的细胞器。其差异可以是在蛋白质的一级结构上，也可以是在蛋白质四级结构或翻译后加工上。其存在可被细胞用来根据细胞内特定的生理状况而对酶活性进行调节。常见的同工酶有乳酸脱氢酶和苹果酸脱氢酶。